# Pfuelenland

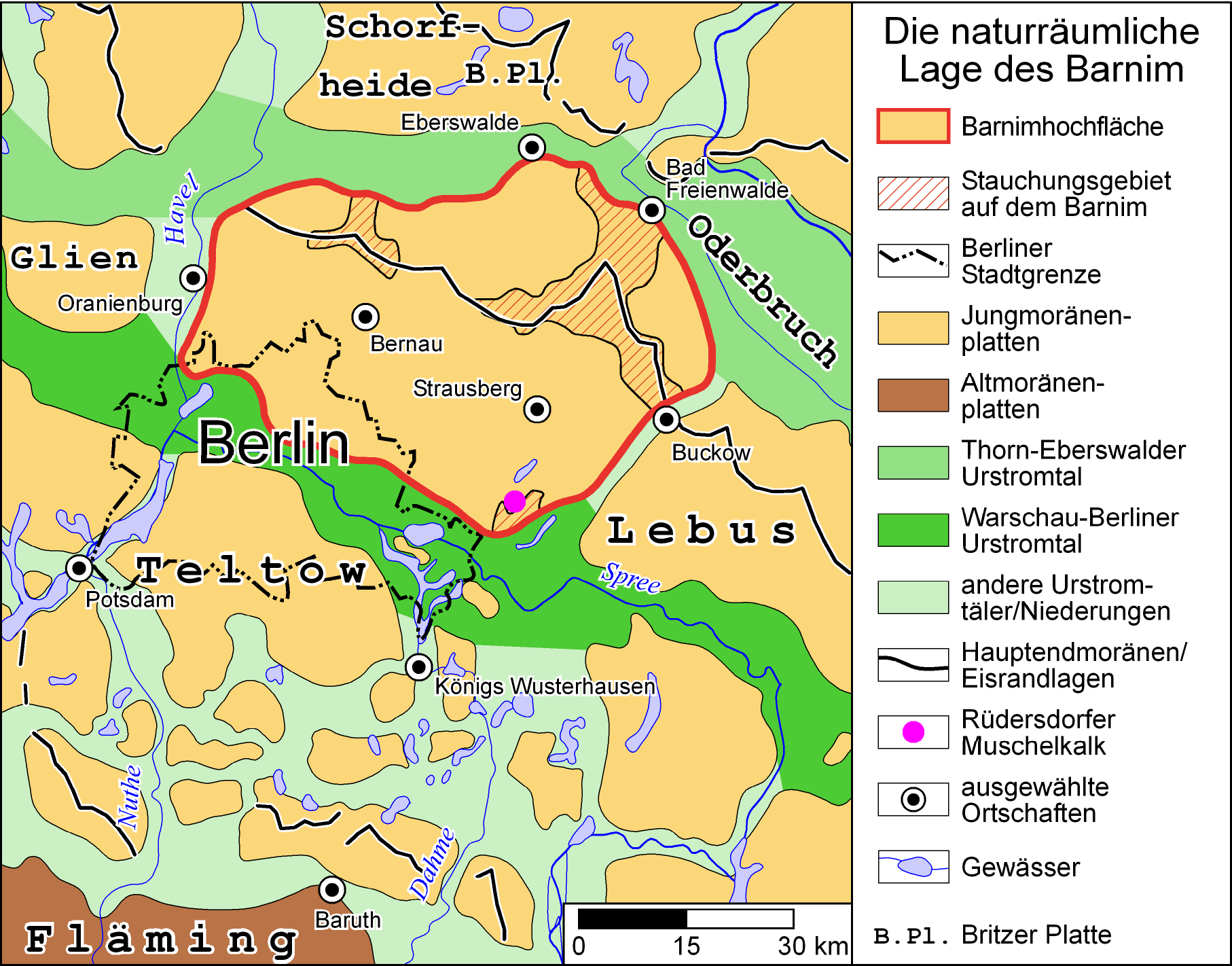
Die naturräumliche Lage des Barnim

Das Pfulenland (auch Pfuelenland oder Pfulen-Land) war ein großflächiges Gebiet um Buckow, an der Grenze von Barnim und Lebus. Benannt wurde dieses nach dem in dieser Region seit dem 10. Jahrhundert ansässigen alten Adelsgeschlecht von Pfuel aus dem Barnim und dem Kreis Lebus in Brandenburg.

## Ausbreitung
„Die Pfuels kamen so früh in die Mark, dass sie schon im Jahre 1603 in einer Leichenpredigt, die beim Hinscheiden eines der Ihrigen gehalten wurde, nicht nur als ein fürtreffliches; sondern auch ein uraltes Geschlecht genannt werden konnten, ein Geschlecht, aus welchem equestris et literati ordinis viri, tapfere Kriegsschilde und wohlgelehrte, verständige und versuchte Männer, hervorgegangen seien.“ (Theodor Fontane)
Das Landbuch der Mark Brandenburg von 1375 verzeichnet einen umfangreichen Besitz der Familie Pfuel auf dem Barnim. Urkundlich belegt befinden sich ab 1367 ein Gut in Dannenberg (Falkenberg) sowie Teile des Dorfs Werftpfuhl und das ganze Dorf Altranft in ihrem Besitz. Frankenfelde, Bliesdorf, Reichenow, Möglin, Wollenberg, Schönfeld (Barnim), Reichenberg und Biesow (Prötzel) kommen bis 1413 zum Teil oder ganz in den Besitz der Familie Pfuel. Im Jahr 1445 folgen  Wriezen, ab 1450 Gielsdorf, Grünthal und Leuenberg (Höhenland) zur Hälfte oder ganz. Bis 1500 sollen noch die ganzen Dörfer oder Besitzungen in Tempelfelde, Torgelow, Schulzendorf, Tiefensee, Steinbeck (Höhenland), Ruhlsdorf, Garzau und Wilkendorf folgen.
Im Jahr 1472 werden die Pfuels mit dem gesamten Dorf Biesdorf belehnt.
Urkundlich belegt befindet sich um 1480 ein pfuelsches Rittergut in Quilitz, seit 1815 in Neu-Hardenberg umbenannt. Jahnsfelde (bei Müncheberg im Landkreis Märkisch-Oderland) war fast ein halbes Jahrtausend im pfuelschen Besitz, bis der letzte Herr auf Jahnsfelde 1945 enteignet wurde. Im Band Oderland seiner Wanderungen durch die Mark Brandenburg zählt Theodor Fontane 23 Orte als ehemals im Besitz der Familie auf, wobei er sich nur auf das eigentliche Pfuelenland bezieht. Der Pfuelsche Besitz umfasste unter anderem auch die brandenburgischen Güter Buckow (Märkische Schweiz), Hohenfinow, Prötzel, Hasenholz, Dahmsdorf, Obersdorf (Müncheberg), Friedersdorf (Vierlinden), Kienitz und Münchehofe. Viele der ehemaligen Besitztümer der Familie Pfuel befanden sich, so wie Biesdorf, im heutigen Stadtgebiet von Berlin. Im Jahr 1609 erwarben die Pfuels das Dorf Marzahn, 1655 Georg Adam von Pfuhl für 3300 Taler das Gut Dahlem. Von einem Struzze von Pfuele soll Strausberg, heute ein Vorort des östlichen Berlins, seinen Namen bekommen haben.